# Albuca collina
Albuca collina är en sparrisväxtart som beskrevs av John Gilbert Baker. Albuca collina ingår i släktet Albuca och familjen sparrisväxter. Inga underarter finns listade i Catalogue of Life.